# Цхенис-Цкали (река, впадает в Чёрное море)
Цхенис-Цкали (Цхенисцкали) или Цхенцкар — река в Абхазии.
Исток находится на южных склонах хребта Када (южной части Кодорского хребта). Река протекает по территории Очамчырского района Абхазии и впадает в Чёрное море к северо-западу от города Очамчыра.
На берегах реки находятся крупные сёла: Гуада, Кочара, Чабырхуа (относится к с/а Кочара), Цагера (относится к с/а Араду).